# (15392) Budějický
15392 Budejicky (1997 TO19) – planetoida z grupy pasa głównego asteroid okrążająca Słońce w ciągu 3,43 lat w średniej odległości 2,27 j.a. Odkryta 11 października 1997 roku.